# Porphyrios
Porphyrios (altgriechisch Πορφύριος Porphýrios, latinisiert Porphyrius, ursprünglich syrisch Malik; * um 233 in Tyros; † zwischen 301 und 305 in Rom) war ein antiker Philosoph der neuplatonischen Richtung und namhafter Gelehrter. Er zeichnete sich durch eine außergewöhnliche Bildung und schriftstellerische Produktivität sowie durch die Vielfalt seiner Arbeitsfelder aus. Sein Gesamtwerk umfasste neben philosophischen und philosophiegeschichtlichen Werken zahlreiche Schriften zu anderen Themenbereichen (alle in griechischer Sprache), von denen die meisten nicht erhalten geblieben sind. Insbesondere setzte er sich mit philologischen und religiösen Themen auseinander. Daneben verfasste er Handbücher zur Astronomie, Astrologie und Musikwissenschaft.
Ein wichtiges Anliegen des Porphyrios war die Kommentierung von Werken Platons und des Aristoteles. Im Gegensatz zu seinem Lehrer Plotin, dem Begründer des Neuplatonismus, kritisierte er die logischen Schriften des Aristoteles nicht, vielmehr akzeptierte er die aristotelische Logik und integrierte sie in seinen Platonismus. Diese Verbindung der Lehren Platons mit denen des Aristoteles wurde für den späteren Neuplatonismus wegweisend. Porphyrios verfasste eine Einführung (Isagoge) in die aristotelische Logik, die in der Spätantike und im Mittelalter als Standardwerk der Logik außerordentlich einflussreich war.
Bekannt wurde Porphyrios auch als Gegner des Christentums und Bibelkritiker. Großes Aufsehen erregte seine umfangreiche Kampfschrift „Gegen die Christen“, in der er nicht nur philosophische Überlegungen vorbrachte, sondern als Pionier der historisch-philologischen Bibelkritik auch historische und philologische Argumente anführte.

## Leben
Über das Leben des Porphyrios informieren Hinweise in seinen Werken und eine um 400 entstandene Lebensbeschreibung in der Biographiensammlung „Leben der Philosophen und der Sophisten“ des Eunapios von Sardes. Eunapios bezog sein Wissen aus den Schriften des Porphyrios; er hatte wohl noch Zugang zu Werken des Philosophen, die heute verloren sind.
Porphyrios war syrischer Herkunft und hieß ursprünglich wie sein Vater Malik (gräzisiert Μάλϰος Málkos oder Μάλχος Málchos), was in seiner phönizischen Muttersprache „König“ bedeutet. Daher wurde er später auch auf Griechisch „König“ (βασιλεύς Basileús) genannt. Seine Heimatstadt war Tyros. Im Jahr 263 war er dreißigjährig, daher ist seine Geburt um 233 anzusetzen.
Porphyrios stammte aus einer angesehenen Familie und erhielt eine sorgfältige Erziehung. Über seine Kindheit ist nichts bekannt. Die Behauptung des Kirchengeschichtsschreibers Sokrates von Konstantinopel, er sei zeitweilig Christ gewesen, ist nicht glaubwürdig. Zum Studium begab er sich nach Athen, wo er Mathematik, Grammatik und Rhetorik, vor allem aber Philosophie studierte. Sein wichtigster Lehrer in Athen war der berühmte Philologe und Philosoph Longinos, mit dem ihn fortan eine lebenslange Freundschaft verband. Nach Eunapios’ Bericht erhielt er den Namen Porphyrios („der Purpurne“) von Longinos. Der Name kann als Anspielung auf die königliche Purpurkleidung und damit auf seinen Geburtsnamen gedeutet werden; vielleicht besteht ein Zusammenhang mit der berühmten Purpurproduktion seiner Heimatstadt Tyros.
263 übersiedelte er nach Rom. Dort hatte Plotin, der Begründer des Neuplatonismus, eine Philosophenschule gegründet, der Porphyrios sich sogleich anschloss. Plotin vertrat in der Ontologie hinsichtlich der Ideenlehre eine andere Position als Longinos, die Porphyrios zunächst nicht akzeptieren wollte. Es gelang Plotin jedoch mit Hilfe seines Schülers Amelios Gentilianos im Verlauf einer mit dem Austausch von Streitschriften geführten Kontroverse, Porphyrios von seiner Lehrmeinung zu überzeugen. Daraufhin widerrief Porphyrios seine bisherige Auffassung schriftlich. Er wurde ein eifriger Anhänger von Plotins Neuplatonismus. Im Auftrag seines Lehrers setzte er sich kritisch mit konkurrierenden Lehren auseinander.
Als Porphyrios unter Melancholie litt, erwog er, seinem Leben ein Ende zu setzen. Um ihn davon abzubringen, bewog ihn Plotin 268 zur Übersiedlung nach Lilybaion (heute Marsala) auf Sizilien. Dort blieb Porphyrios längere Zeit und erlangte Heilung von seinem Leiden. Mit Plotin stand er weiterhin in Verbindung. Einer Einladung des Longinos nach Phönizien folgte er nicht.
Später kehrte er, wie Eunapios schreibt, nach Rom zurück und übernahm die Leitung der Schule des inzwischen verstorbenen Plotin. Er ordnete den philosophischen Nachlass des Verstorbenen, womit ihn Plotin beauftragt hatte.
Porphyrios war ein umfassend gebildeter Universalgelehrter. Seine bekanntesten Schüler waren der ebenfalls aus Syrien stammende Iamblichos von Chalkis, der später sein philosophischer Gegner wurde, und Theodoros von Asine. Ein weiterer prominenter Schüler war Chrysaorius, ein römischer Politiker, der Senator und Suffektkonsul war und zum berühmten Geschlecht der Symmachi gehörte; ihm widmete Porphyrios mehrere seiner Werke.
Über eine spirituelle Erfahrung berichtet Porphyrios im Alter von 68 Jahren: Er sei nur ein einziges Mal dem „ersten, jenseitigen Gott“ nahegekommen, „der keine Gestalt und keine Form hat und oberhalb des Geistes und der ganzen geistigen Welt seinen Sitz hat“, und er habe sich mit ihm vereinigt.
Erst in hohem Alter heiratete Porphyrios Marcella, die Witwe eines Freundes, die sieben Kinder hatte. Im Jahr 301 war er noch am Leben; vermutlich ist er nicht lange danach gestorben, noch vor Kaiser Diokletians Abdankung (305), Eunapios zufolge in Rom.

## Werke
Porphyrios verfasste Schriften zu verschiedenen Bereichen der Philosophie: zur Logik, Metaphysik, Ethik, Seelenkunde und Philosophiegeschichte. In seinen mehr als 60 Werken befasste er sich auch mit Religion, Mythologie, Rhetorik, Grammatik, Literarkritik, Astronomie und Musiktheorie. Nur ein kleiner Teil seines Gesamtwerks ist erhalten.

### Ganz oder zu einem erheblichen Teil erhaltene Werke

#### Isagoge

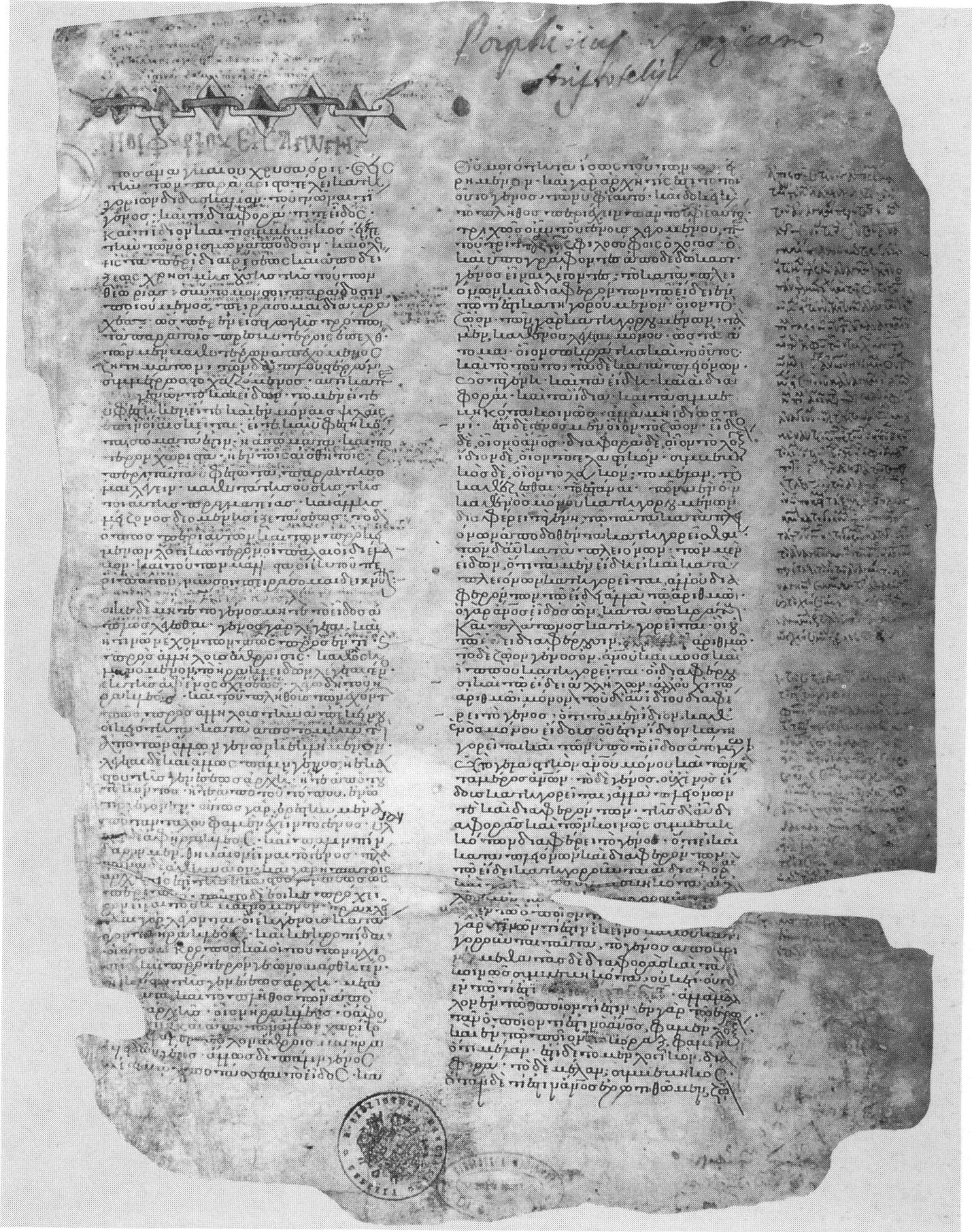
Der Anfang der Isagoge in der Handschrift Venedig, Biblioteca Nazionale Marciana, Gr. IV 53, fol. 1r (13. Jahrhundert)

Die weitaus größte Nachwirkung unter den Schriften des Porphyrios hatte die Isagoge („Einführung“), eine für Anfänger gedachte Einführung in die aristotelische Logik. Er verfasste sie während seines Sizilienaufenthalts auf Bitten seines Schülers Chrysaorius. Früher glaubte man, der volle Titel habe gelautet Eisagōgḗ eis tas Aristotélous katēgorías („Einführung in die Kategorien des Aristoteles“). Dies trifft aber nicht zu; die Isagoge sollte nicht nur in die Kategorienlehre des Aristoteles einführen, sondern in die Logik, deren Basis die Kategorienlehre bildete, und damit in das Philosophiestudium, das Kenntnis der Logik voraussetzte.
In der Isagoge setzt Porphyrios beim Leser Kenntnis des Inhalts der Kategorienschrift des Aristoteles voraus. Zusätzlich zum aristotelischen Schema der zehn Kategorien etabliert er – Vorgaben des Aristoteles folgend – eine Gruppe von fünf Fundamentalbegriffen, die später so genannten Prädikabilien: Gattung (génos), Art (eídos), Differenz (diaphorá), Proprium (ídion) und Akzidens (symbebēkós). In diesem Gliederungssystem gehören die Kategorien zur Gattung; sie sind die obersten Gattungen. Die Prädikabilien sollen nicht nur zum Verständnis der Kategorienlehre beitragen, sondern vor allem auch Mittel zum Definieren, zur Begriffseinteilung und Beweisführung und damit die wichtigsten Instrumente jeder philosophischen Untersuchung sein.
Im Vorwort stellt Porphyrios bezüglich der Allgemeinbegriffe – Arten (lateinisch species) und Gattungen (lateinisch genera) – die Fragen, die im Mittelalter zum Ausgangspunkt des Universalienstreits wurden: Ob Arten und Gattungen als eigenständige Realität oder nur als Produkte des Denkens existieren, ob gegebenenfalls ihre eigenständige Existenz als körperlich oder als unkörperlich aufzufassen ist und ob sie an die Objekte der Sinneswahrnehmung gebunden sind oder unabhängig von ihnen existieren. Porphyrios will diese Fragen jedoch hier ausdrücklich nicht beantworten, da dies einer ausführlichen Untersuchung vorbehalten bleiben müsse.

#### Philosophiegeschichtemit einer Biographie des Pythagoras
Die „Philosophiegeschichte“ (Philósophos historía) in vier Büchern ist bis auf Fragmente verloren. Sie enthielt Biographien von Philosophen, die bei den Neuplatonikern als bedeutend galten, und Darstellungen von deren Lehren. Im ersten Buch wurden unter anderem die Sieben Weisen behandelt. Das dritte Buch enthielt die Lebensbeschreibung des Sokrates. Das Werk endete mit Platon, dem das vierte Buch gewidmet war. Offenbar betrachtete Porphyrios die Geschichte der griechischen Philosophie als einen Prozess, der mit Platon seinen Höhepunkt und zugleich seine Vollendung fand. Alles Spätere erscheint aus dieser Perspektive als bloße Interpretation der Lehre Platons.
Erhalten geblieben ist die Biographie des Pythagoras (Pythagórou bíos), die einen Teil des ersten Buches bildete und wohl schon früh separate Verbreitung fand. Als Quelle hat sie zwar höheren Rang als die Pythagoras-Biographie des Iamblichos, weist aber wie diese zahlreiche legendenhafte Ausschmückungen auf. Auffallend ist in den Fragmenten der „Philosophiegeschichte“ die kritische Darstellung des Sokrates, die Porphyrios einer sokratesfeindlichen Quelle (Aristoxenos) entnahm.

#### Biographie Plotins
Lange nach Plotins Tod ordnete und redigierte Porphyrios in seinen letzten Lebensjahren die Schriften seines verstorbenen Lehrers. Im Jahr 301 veröffentlichte er sie in der bis heute üblichen Einteilung als Enneaden („Neunergruppen“, sechs Bücher zu je neun Schriften). Dieser Sammlung fügte er als Einleitung eine als Quelle sehr wertvolle Biographie Plotins bei: „Über Plotins Leben und die Anordnung seiner Schriften“ (Περί του Πλωτίνου βίου και της τάξεως των βιβλίων αυτού, Peri tou Plōtínou bíou kai tēs táxeōs tōn biblíōn autoú, lateinisch Vita Plotini).

#### Über die Enthaltung vom Beseelten
Die Schrift „Über die Enthaltung vom Beseelten“ (Peri apochḗs empsýchōn, lateinisch De abstinentia, vier Bücher) ist an den Neuplatoniker Castricius Firmus gerichtet. Porphyrios vertritt darin einen sowohl ethisch (mit Gerechtigkeitserwägungen) begründeten als auch asketisch motivierten Vegetarismus. Dabei führt er Gegenargumente an und geht auf sie ein, um Castricius, der sich von dieser Ernährungsweise abgewandt hatte, zu überzeugen. Er kritisiert auch die Tieropfer, die einer philosophisch aufgefassten Religionsausübung nicht angemessen seien. Für eine philosophische Lebensweise sei unter anderem eine fleischlose Ernährung erforderlich. Die Verdauung der Fleischnahrung belaste den Körper, ihre Beschaffung und Zubereitung sei aufwändig und lenke daher von den wichtigen Aufgaben des Philosophen ab. Es handle sich um einen Luxus, der mit der philosophischen Genügsamkeit unvereinbar sei. Zur Untermauerung seiner Argumente zitiert er eine Fülle einschlägiger Äußerungen aus älterer, heute zum Teil verlorener Literatur. Das vierte Buch gibt Einblick in Porphyrios’ Auffassung von der Zivilisationsgeschichte; es behandelt die Geschichte der Ernährung bei den Griechen sowie Ernährungssitten bei verschiedenen Völkern. Dabei geht er auch auf den Mythos von den Weltzeitaltern ein, dem zufolge die Menschen im Goldenen Zeitalter weder untereinander noch gegen die Tiere Gewalt anwendeten.

#### Über die Nymphengrotte in der Odyssee
In der Abhandlung „Über die Nymphengrotte in der Odyssee“ (Peri tou en Odysseía tōn Nymphṓn ántrou, lateinisch De antro nympharum) legt Porphyrios eine Schilderung in Homers Odyssee, wo eine den Nymphen geweihte Grotte auf Ithaka beschrieben wird, detailliert symbolisch aus. Dabei stellt er unterschiedliche Interpretationen, die er für legitim hält, nebeneinander. Bei Homer ist die Grotte der Ort, wo Odysseus seine Heimat Ithaka erreicht. Für Porphyrios symbolisiert sie die sinnlich wahrnehmbare, materielle Welt, in welche die menschliche Seele hinabgestiegen ist. Zugleich ist die Grotte wegen ihrer Dunkelheit aber auch ein Symbol der unsichtbaren geistigen Kräfte in der materiellen Welt. Porphyrios stützt sich auf ältere einschlägige Literatur, insbesondere ein verlorenes Werk des Mittelplatonikers Numenios von Apameia. Unabhängig vom Symbolcharakter der Grotte meint er, dass sie auch geographisch eine Realität sei; es handle sich um ein uraltes Heiligtum aus vorhomerischer Zeit. Die unzulänglich ausgearbeitete Abhandlung ist nach der Meinung von Karin Alt ein Frühwerk des Porphyrios aus der Zeit, bevor er Schüler Plotins wurde; andere Altertumswissenschaftler treten für eine spätere Datierung ein.

#### An Marcella
Die zur Philosophie einladende (protreptische) Schrift „An Marcella“ (Pros Markéllan) hat die Form eines zur Veröffentlichung bestimmten Briefes an Porphyrios’ Frau Marcella. Der Philosoph verfasste den Brief, als er sich auf einer längeren Reise befand, die er zehn Monate nach der Hochzeit angetreten hatte. Der Text ist nur in einer einzigen Handschrift überliefert, in welcher der Schluss fehlt.
Porphyrios tröstet Marcella, die sich offenbar in einer unerfreulichen Lage befindet, und weist darauf hin, dass die Philosophie den Ausweg aus der Leidhaftigkeit des irdischen Daseins zeige. Er betont aber auch, dass der philosophische Erlösungsweg anspruchsvoll und anstrengend sei. Vor den Affekten, die der Seele schädlich seien, warnt er eindringlich, ebenso wie auch vor menschlichen Wahnvorstellungen, mit denen man das Göttliche nicht beflecken dürfe. Zu den Wahnvorstellungen zählt er insbesondere den Glauben, es gebe einen göttlichen Zorn und man könne Gott durch Bitten oder Opfergaben beeinflussen. Er meint, eine Verbindung mit Gott sei nur durch rechte Gesinnung möglich.

#### Brief an Anebo
In einem an den ägyptischen Priester Anebo gerichteten Brief stellt Porphyrios kritische Fragen über das Wesen der ägyptischen Götter und der gutartigen Dämonen sowie über die von ihnen handelnden philosophischen Lehren und das Verhältnis von Menschen und Göttern in der ägyptischen religiösen Praxis. Er möchte auch über das ägyptische Verständnis von Vorsehung und Willensfreiheit Klarheit gewinnen. Offenbar will er dem Leser die Fragwürdigkeit einer nicht philosophisch reflektierten Ausübung herkömmlicher religiöser Praktiken vor Augen führen.

#### Zu den „Kategorien“ des Aristoteles in Frage und Antwort
Neben der Isagoge verfasste Porphyrios auch eine kurze, aus Fragen und deren Beantwortung bestehende Erklärung der Kategorienlehre des Aristoteles, betitelt „Zu den Kategorien des Aristoteles in Frage und Antwort“ (Eis tas Aristotélous katēgorías kata peúsin kai apókrisin). Das unvollständig überlieferte Werk war für den Anfängerunterricht bestimmt.

#### An Gauros über die Beseelung von Embryonen
Die Schrift „An Gauros über die Beseelung von Embryonen“ (Pros Gaúron peri tou pōs empsychoútai ta émbrya) wurde früher irrtümlich Galen zugeschrieben. Die Autorschaft des Porphyrios ist nicht gesichert, aber sehr wahrscheinlich; jedenfalls gibt das Werk sein Gedankengut wieder. Erörtert wird die Frage, ob ein Embryo ein Sinnenwesen (zṓon, Mensch bzw. Tier) ist oder ob er sich auf der Stufe einer Pflanze befindet. Dem Embryo fehlen die Sinneswahrnehmung und der Drang zu örtlicher Bewegung, er weist nur die Fähigkeit zu Ernährung und Wachstum auf und ist somit pflanzenähnlich. Daher stellt sich die Frage, ob im Embryo eine – allerdings noch nicht aktivierte – Seele ist und wann gegebenenfalls seine Beseelung erfolgt. Porphyrios gibt verschiedene Meinungen wieder und vertritt selbst die Auffassung, dass sich die Seele erst nach der Geburt mit dem Körper verbindet. Die Beseelung erfolgt von außen, indem die Seele zum Körper hinzutritt; sie wird von ihm angezogen wie das Eisen vom Magneten. Neben dieser von außen hinzukommenden Seele, die den Körper nach der Geburt übernimmt, gibt es aber auch eine niedere, pflanzenhafte Seele, die im Embryo bereits vorhanden ist und dessen Nahrungsaufnahme und Wachstum ermöglicht; sie ist der Träger der von den Eltern stammenden Erbinformationen. Die pflanzenartige Natur der embryonalen Seele ist unter anderem daran zu erkennen, dass dem Embryo die Nahrung nicht durch den Mund, sondern durch den Nabel zugeführt wird wie der Pflanze durch Wurzel und Stiel.

#### Sentenzen, die zum Intelligiblen führen
Die „Sentenzen, die zum Intelligiblen führen“ (Aphormaí pros ta noētá, lateinisch Sententiae ad intelligibilia ducentes) sind unvollständig erhalten. Es handelt sich um eine Zusammenstellung von Zitaten und paraphrasierten Aussagen aus den Schriften Plotins. Porphyrios vereinfacht und systematisiert die Äußerungen seines Lehrers. Seine Sammlung, in die er gelegentlich auch unplotinisches Gedankengut eingefügt hat, lässt erkennen, welche Lehrmeinungen Plotins er für besonders hervorhebenswert hält. Sein Denken kreist um den Gegensatz zwischen der intelligiblen und der sinnlich wahrnehmbaren Welt.

#### Homer-Probleme
Die „Homer-Probleme“ (Homēriká zētḗmata) sind eine Zusammenstellung von Fragen der Homerphilologie. Ein großer Teil betrifft die Bedeutung einzelner Wörter und Ausdrücke. Umfangreiche Passagen des Werks sind erhalten geblieben.

#### Kommentar zur Harmonielehre des Ptolemaios
Der Kommentar zu den Harmoniká des Klaudios Ptolemaios (Eis ta harmoniká Ptolemaíou hypómnēma) behandelt die Geschichte und Methodik der Musikwissenschaft, die Akustik und die Harmonik, wobei auch auf die Sphärenharmonie eingegangen wird. Er wurde oft zusammen mit dem kommentierten Werk des Ptolemaios kopiert und erlangte dadurch eine starke Verbreitung. Seine Einteilung der Musikinstrumente in Blas-, Saiten- und Schlaginstrumente wurde zu der bis in die Neuzeit üblichen Systematik der divisio instrumentorum.

#### Einführung in die Apotelesmatik des Ptolemaios
Die „Einführung in die Apotelesmatik des Ptolemaios“ (Eisagōgḗ eis tēn apotelesmatikḗn tou Ptolemaíou) ist eine astronomische und astrologische Einführung in Ptolemaios’ Handbuch der Astrologie (Tetrabiblos).

### Verlorene Werke
Von den meisten Werken des Porphyrios sind nur die Titel oder Themen und zum Teil einzelne Fragmente überliefert. Möglich ist, dass einige der überlieferten Titel sich nicht auf eigenständige Schriften beziehen, sondern nur auf einzelne Kapitel von Werken des Porphyrios.

#### Kommentierende philosophische Schriften
- Platon-Kommentare. Porphyrios kommentierte mehrere Dialoge Platons: die Politeia, den Kratylos, den Phaidon, den Philebos, den Sophistes, den Timaios und den Parmenides. Vom Parmenides-Kommentar waren Fragmente in einem Palimpsest überliefert, der 1904 bei einem Bibliotheksbrand in Turin vernichtet wurde. Zu diesem Zeitpunkt waren die Fragmente aber bereits kritisch ediert. Pierre Hadot hat Porphyrios als den Verfasser identifiziert.[15]
- Ein Kommentar zu Aristoteles’ De interpretatione, den Ammonios Hermeiou und Boethius zitieren.
- Eine einführende Schrift über die kategorischen Syllogismen nach Aristoteles, der Boethius Material entnommen hat.
- Ein Kommentar zu Aristoteles’ Physik, den Simplikios in seinem Physik-Kommentar ausgiebig zitiert.
- Ein Kommentar zum Buch Lambda von Aristoteles’ Metaphysik, den Simplikios in seinem Kommentar zu Aristoteles’ Schrift Über den Himmel erwähnt.
- Der große, einem ansonsten unbekannten Philosophen namens Gedaleios gewidmete Kommentar zu den Kategorien des Aristoteles in sieben Büchern (lateinisch Ad Gedalium „An Gedalius“). Darin widerlegte Porphyrios Einwände früherer Platoniker gegen die Allgemeingültigkeit von Aristoteles’ Kategoriensystem. Im Kategorien-Kommentar des Simplikios sind einige Auszüge aus diesem Werk erhalten.
- Ein Kommentar zu einer von Aristoteles’ ethischen Schriften in zwölf Büchern, der nur in arabischen Quellen erwähnt ist.
- Erläuterungen zu einigen der Schriften Plotins. Porphyrios erwähnt in seiner Plotin-Biographie, dass er die Erläuterungen (hypomnḗmata) auf Wunsch von Freunden schrieb, die völlige Klarheit über diese Schriften erlangen wollten.[16]
- Ein Kommentar zu Theophrasts Schrift „Über Bejahung und Verneinung“, den Boethius erwähnt.

#### Abhandlungen zur Metaphysik und zur Anthropologie
- „Über die ersten Prinzipien“ (Peri archṓn) in zwei Büchern, in der Suda angeführt und von Proklos zitiert,[17] handelte von den Hypostasen, wobei die Hypostasenlehre Plotins die Grundlage bildete.
- „Über die Materie“ (Peri hýlēs) in sechs Büchern, in der Suda angeführt und von Simplikios in dessen Physik-Kommentar zitiert.
- „Über die Körperlosen“ (Peri asōmátōn), in der Suda angeführt.
- „Vermischte Untersuchungen“ (Sýmmikta zētḗmata) in sechs Büchern; eine Reihe von Fragmenten ist überliefert. Im Mittelpunkt steht die platonische Seelenlehre. Das Werk war nicht speziell für Platoniker, sondern für ein relativ breites Publikum von philosophisch interessierten Lesern bestimmt.[18]
- „Über die Seele gegen Boëthos“ (Peri psychḗs pros Bóēthon) in fünf Büchern. Zitate aus dieser Schrift sind in der Praeparatio evangelica des Eusebios von Caesarea überliefert. Umstritten ist, ob es sich bei dem Philosophen Boëthos, gegen dessen Seelenlehre Porphyrios polemisiert, um den Aristoteliker Boëthos von Sidon (1. Jahrhundert v. Chr.) oder um einen ebenfalls aus Sidon stammenden gleichnamigen Stoiker des 2. Jahrhunderts v. Chr. handelt.[19]
- „Über den Unterschied zwischen Platon und Aristoteles“ (Peri diastáseōs Plátōnos kai Aristotélous), dem Senator Chrysaorius gewidmet. Nur in der Suda erwähnt ist eine Schrift „Darüber, dass Platons und Aristoteles’ Schulrichtung eine einzige ist“ (Peri tou mían eínai tēn Plátōnos kai Aristotélous haíresin); dabei handelt es sich nach einer umstrittenen Hypothese nur um einen anderen Titel des erstgenannten Werks.[20]
- „Gegen die, die das Intelligible vom Geist trennen“ (Pros tous apo tou nou chōrízontas to noētón), eine von Timaios dem Sophisten zitierte Schrift.
- Drei Schriften über die Ideenlehre im Rahmen von Kontroversen mit Amelios Gentilianos und Longinos über die Frage, ob die Ideen außerhalb des Nous oder in ihm existieren. In den ersten beiden Schriften verteidigt Porphyrios die Position des Longinos gegen Plotin und Amelios, in der dritten, einer Palinodie, begründet er nach einer Meinungsänderung die gegenteilige Auffassung. Die Palinodie ist möglicherweise identisch mit der Schrift „Gegen die, die das Intelligible vom Geist trennen“.
- „Über die Potenzen der Seele“ (Peri tōn tēs psychḗs dynámeōn); umfangreiche Fragmente sind bei Stobaios überliefert.
- „Über die Sinneswahrnehmung“ (Peri aisthḗseōs), bei Nemesios von Emesa zitiert.
- „Über den Schlaf und das Wachsein“ (Peri hýpnou kai egrēgórseōs), nur aus einer Erwähnung im Kitāb al-Fihrist des Gelehrten ibn an-Nadīm (10. Jahrhundert) bekannt.

Der in der Suda genannte Titel „Gegen Aristoteles über die Lehre, dass die Seele Entelechie sei“ bezieht sich nach der vorherrschenden Forschungsmeinung nicht auf ein separates Werk, sondern auf einen Teil der Schrift „Über die Seele gegen Boëthos“.

#### Werke zu religiösen und ethischen Themen
- „Über das, was in unserer Macht steht“ (Peri tou eph’ hēmín), eine dem Senator Chrysaorius gewidmete Abhandlung über die Kausalität hinter den menschlichen Schicksalen. Stobaios überliefert ausführliche Zitate aus diesem Werk, in dem unter anderem der Mythos des Er in Platons Politeia gedeutet wird.
- „Über das ‚Erkenne dich selbst‘“ (Peri tou gnṓthi sautón), eine an Iamblichos gerichtete Schrift in vier Büchern, in der Porphyrios den ethischen Aspekt der Selbsterkenntnis betont. Drei Fragmente sind bei Stobaios überliefert.
- „An Nemertios“ (Pros Nēmértion lógos), eine Schrift, in der sich Porphyrios mit der Frage nach dem Bösen auseinandersetzt und die Vorsehung verteidigt. Der Kirchenvater Kyrill von Alexandria überliefert in seiner Schrift „Gegen Julian“ Zitate aus diesem Werk.[22]
- „Über die Rückkehr der Seele“ (in lateinischer Übersetzung De regressu animae), eine wohl von Gaius Marius Victorinus ins Lateinische übersetzte Abhandlung, die der Kirchenvater Augustinus öfters zitiert. Das Thema ist die Heimkehr der Seele in ihre geistige Heimat. Hier befasst sich Porphyrios unter anderem mit dem Einfluss wohlwollender und bösartiger Geistwesen auf die nach Erlösung strebende Seele und geht auch auf die Rolle des „Seelenfahrzeugs“ ein. Hinsichtlich der Aussicht auf Erlösung der menschlichen Seelen nimmt er eine grundsätzlich optimistische Haltung ein. Eine zentrale Rolle spielt dabei für ihn die Reinigung der Seele durch philosophisches Bemühen.
- Eine Entgegnung auf eine öffentlich verlesene Schrift des Rhetors Diophanes, der mit Bezugnahme auf die erotische Komponente des Verhältnisses von Sokrates und Alkibiades in Platons Dialog Symposion die Meinung vertreten hatte, ein Philosophieschüler solle bereit sein, sich auf eine sexuelle Beziehung zu seinem Lehrer einzulassen.
- „Gegen die Christen“ (Katá Christianṓn). Plotin legte großen Wert auf die Bekämpfung von Religionen, die er für schädlich hielt. Daher polemisierte er gegen die Gnostiker und übertrug wohl Porphyrios die Aufgabe, die Lehre der Christen zu widerlegen. Vermutlich diesem Auftrag folgend verfasste Porphyrios – allerdings erst nach Plotins Tod[23] – die Kampfschrift „Gegen die Christen“ in fünfzehn Büchern. Das Werk ist nicht erhalten, da die Handschriften nach dem Sieg des Christentums systematisch vernichtet wurden. Einzelne Argumente können aber aus Zitaten rekonstruiert werden.
- „Über die Weisheitslehre aus den Orakelsprüchen“ (Peri tēs ek logíōn philosophías), eine Schrift über Orakel und religiöse Praktiken. Zahlreiche Fragmente sind überliefert.
- „Über die Götterbildnisse“ (Peri agalmátōn), eine Schrift über die symbolische Deutung der Attribute der Götter in ihren bildlichen Darstellungen. Mehrere teils lange Fragmente sind erhalten. Porphyrios verteidigt die traditionelle Verehrung der Götterbildnisse, wobei er deren Symbolik in dem Sinne interpretiert, dass die abgebildeten Gottheiten mit ihren Attributen zugleich für Naturvorgänge und kosmische Kräfte stehen. Er wendet sich gegen die jüdische und christliche Kritik, die unterstellt, dass die Statuen und materiellen Göttersymbole im paganen Kult mit den Göttern gleichgesetzt und als Gottheiten verehrt werden.
- „Über göttliche Namen“ (Peri theíōn onomátōn), ein in der Suda angeführtes Werk.
- „Zu (den Orakeln) Julians des Chaldäers“ (Eis ta Ioulianoú tou Chaldaíou), vielleicht identisch mit „Die Orakel der Chaldäer“ (Tōn Chaldaíōn ta lógia, eine Schrift über die Chaldäischen Orakel).
- „Gegen das Buch des Zoroaster“ (Pros to tou Zōroástrou biblíon), eine von Porphyrios in seiner Biographie Plotins erwähnte Abhandlung, worin er im Auftrag Plotins ein Zarathustra zugeschriebenes Werk als unecht erweist.
- Ein Gedicht „Heilige Hochzeit“ (hierós gámos) in enthusiastischem Stil, das Porphyrios anlässlich einer Feier von Platons Geburtstag verfasste; es fand den Beifall Plotins.

#### Schriften über Homer
- „Über die Philosophie Homers“ (Peri tēs Homḗrou philosophías), nur aus der Nennung in der Suda bekannt. Porphyrios war der Überzeugung, dass Homer ein Philosoph war, dessen Dichtung philosophische Lehren beinhaltet.
- „Über den Nutzen Homers für die Könige“ (Peri tēs ex Homḗrou ōpheleías tōn basiléōn) in zehn Büchern, nur aus der Nennung in der Suda bekannt.
- „Über die Styx“ (Peri Stygós), eine Schrift über den Unterweltfluss Styx sowie über die Unterwelt und das dortige Dasein der Seelen Verstorbener nach Homer. Stobaios überliefert neun teils umfangreiche Auszüge. Porphyrios beschreibt detailliert die verschiedenen Regionen der Unterwelt (des Hades) und ihre jeweiligen Bewohner. Der Hades besteht aus zwei Hauptteilen, deren Grenze der Fluss Acheron bildet, welcher den inneren Bereich der Unterwelt ringförmig einschließt. Der Außenbereich hat höllenartigen Charakter; die dortigen Seelen erinnern sich an ihr irdisches Dasein und erleiden Strafen, welche aber nicht physisch vollzogen werden, sondern nur aus Vorstellungen (phantasíai) der Seelen bestehen. Hierzu gehören die Strafen des Sisyphos und des Tantalos. Wer den Acheron überquert und in den Innenbereich gelangt, verliert die Erinnerung an das menschliche Leben, womit auch sein Leid endet.[24]

#### Schriften zur Rhetorik und Grammatik
- „Grammatische Zweifelsfragen“ (Grammatikaí aporíai), eine nur aus der Nennung in der Suda bekannte Schrift.
- „Philologischer Vortrag“ (Philólogos akróasis) heißt eine Schrift, die Eusebios von Caesarea zitiert.[25] Sie ist wohl identisch mit der Philólogos historía in fünf Büchern, die in der Suda angeführt wird.
- „Zum Prolog des Thukydides“ (Eis to Thoukydídou prooímion), eine nur aus der Nennung in der Suda bekannte Schrift, deren Inhalt vermutlich rhetorisch war, da Thukydides im Rhetorikunterricht studiert wurde.
- „Gegen Aristeides“ (Pros Aristeídēn), ein nur aus der Nennung in der Suda bekanntes Werk in sieben Büchern, das wohl eine Erwiderung auf Aristeides’ Kritik an Platons Position zur Rhetorik enthielt.[26]
- „Zum Handbuch des Minukianos“ (Eis tēn Minoukianoú téchnēn), eine Abhandlung über Rhetorik in Form eines Kommentars zum Handbuch eines Rhetorikers namens Minukianos (lateinisch Minucianus).[27]
- „Die Stasis-Kunst“ (Hē peri tōn stáseōn téchnē), eine Schrift über die Statuslehre in der Rhetorik.[28]
- „Sammlung rhetorischer Fragen“ (Synagōgḗ tōn rhētorikṓn zētēmátōn); überliefert ist nur ein Zitat in einem Scholion zum Rhetorikhandbuch des Hermogenes von Tarsos.[29]

#### Naturwissenschaftliche Werke
- „Über die Nilquellen nach Pindar“ (Peri tōn katá Píndaron tou Neílou pēgṓn), eine nur aus der Nennung in der Suda bekannte Schrift.
- „Einführung in die Astronomie“ (Eisagōgḗ astronomouménōn) in drei Büchern, ein nur aus der Nennung in der Suda bekanntes Werk.
- „Buch der Elemente“ lautet der Titel eines ansonsten unbekannten Werks, den der mittelalterliche Gelehrte ibn an-Nadīm in seinem kitāb al-Fihrist nennt, wobei er angibt, es sei teilweise ins Syrische übersetzt worden.

#### Mutmaßliche Chronik
In der Forschung galt es lange als sicher, dass Porphyrios eine Chronik verfasst hat, die von der mythischen Eroberung Trojas bis 270 reichte. Man nahm an, Eusebios von Caesarea habe daraus Nachrichtenmaterial in seine Chronik übernommen. Brian Croke hat dies 1983 bestritten, da die Begründung unzulänglich sei. Timothy D. Barnes hat 1994 darauf hingewiesen, dass der einzige Beleg für die Existenz der Chronik, eine Stelle in ibn an-Nadīms kitāb al-Fihrist, falsch übersetzt wurde; in Wirklichkeit ist dort nicht von einer Chronik die Rede, sondern von der „Philosophiegeschichte“ des Porphyrios. Ungeklärt ist allerdings die Behauptung in der frühmittelalterlichen „Geschichte Armeniens“ des Pseudo-Moses von Choren, Porphyrios habe sich über das Ende der Arsakidendynastie und die Gründung des Sasanidenreichs geäußert; dies kann vielleicht für ein verlorenes Geschichtswerk des Porphyrios sprechen, wobei es sich nicht um eine Chronik handeln muss. In neuerer Forschungsliteratur wird mitunter an der Hypothese einer Chronik des Porphyrios festgehalten.

## Philosophische Lehre

### Philosophiegeschichtliche Einordnung
Porphyrios teilte die meisten Grundüberzeugungen seines Lehrers Plotin. Daher gehört er zu der von Plotin begründeten, seit dem 19. Jahrhundert als Neuplatonismus bezeichneten Strömung innerhalb des Platonismus, im Gegensatz zu seinem ersten Lehrer Longinos, der noch dem Mittelplatonismus zugerechnet wird. Er interpretierte Plotins Lehre, ergänzte sie mit eigenen Überlegungen und änderte manche Einzelheiten ab. Nach einer anfänglichen Meinungsverschiedenheit schloss er sich auch hinsichtlich der Streitfrage, ob die platonischen Ideen innerhalb des Nous zu verorten sind, der Position Plotins an, wonach dies der Fall ist.
Allerdings bestehen auch Unterschiede zwischen den Lehren der beiden Philosophen, und in den Werken des Porphyrios findet sich manches mittelplatonische Gedankengut. Verschiedener Meinung waren die beiden Denker unter anderem hinsichtlich des Aristotelismus. Im Unterschied zu Plotin schätzte Porphyrios Aristoteles und akzeptierte dessen Kategorienlehre auch hinsichtlich ihrer Gültigkeit für die intelligible (geistige) Welt. Seine Argumentation setzte sich in der spätantiken Philosophie durch und ebnete den Weg für eine allgemeine Akzeptanz der Kategorienlehre.

### Ontologie und Seelenlehre
Wie Plotin nimmt auch Porphyrios eine harmonisch geordnete Hierarchie der seienden Dinge an. Beide Denker gehen davon aus, dass sich oberhalb der materiellen, sinnlich wahrnehmbaren Welt der in Stufen gegliederte Bereich der intelligiblen Welt befindet. Während jedoch bei Plotin die ontologische Hierarchie in einem überseienden Einen (hen) gipfelt, ist bei Porphyrios das oberste Prinzip nicht etwas Überseiendes, sondern das absolute Sein.
Die einzelnen Stufen (mit Ausnahme der vollkommenen obersten Stufe) sind zwar je nach ihrem ontologischen Rang mehr oder weniger unvollkommen, aber jede von ihnen ist in ihrer Besonderheit naturgemäß und unter dem Gesichtspunkt ihrer Funktion im Rahmen der gesamten Seinsordnung gut. Was diese Ordnung stört, ist als Verfehlung zu betrachten. Natürlicherweise wendet sich das Niedere stets dem Höheren zu und orientiert sich an ihm. Der menschlichen Seele ist es aber möglich, sich durch einen Willensakt den Seinsstufen unter ihr – speziell den Körpern – zuzuwenden. Durch diesen Verstoß gegen die eigentlich naturgemäße Ausrichtung ihrer Aufmerksamkeit verstrickt sie sich in Leid. Die Lösung der dadurch entstandenen Probleme besteht in der Umkehr der Seele und ihrer Wiederausrichtung auf die intelligible Welt.
Diese Konstellation bildet für Porphyrios den Angelpunkt seiner Philosophie, die stark von metaphysischen und religiösen Fragestellungen geprägt ist. Im Zentrum seines Denkens steht die Frage nach der Erlösung der Seele von ihrem Dasein im Körper und in der materiellen Welt. Die Materie und das Körperliche wertet er wie schon Plotin als schlecht und als Grund des Übels; Erlösung bedeutet daher konsequente Befreiung vom Einfluss des Materiellen.
Ebenso wie Plotin und die späteren Neuplatoniker folgt Porphyrios der platonischen Lehre von der Seelenwanderung. Die Seelenwanderung ist das Ergebnis des Abstiegs der Seele in die Körperwelt. Für die Ursache dieses verhängnisvollen Abstiegs hält Porphyrios eine Attraktivität des Körpers, welche die Seele veranlasst, sich freiwillig, aber zu ihrem Unheil dem Materiellen zuzuwenden und mit einem Körper zu verbinden. Damit folgt die Seele einer widernatürlichen Neigung. Die Freiwilligkeit und zugleich die Flüchtigkeit dieser Verbindung charakterisiert Porphyrios, indem er feststellt, Körper und Seele verhielten sich zueinander wie ein Liebespaar.
In der Schrift „Über das, was in unserer Macht steht“ geht Porphyrios davon aus, dass sich die Seele vor ihrem Eintritt in den Körper ihre künftigen Lebensumstände selbst gemäß ihrer Neigung frei auswählt. Die Neigung hängt von früheren Erfahrungen der Seele ab. Mit der Wahl wird der Rahmen bestimmt, innerhalb dessen sich das Leben gemäß den jeweiligen Notwendigkeiten abspielen wird. Beispielsweise wählt eine Seele das Leben eines Mannes und vollbringt und erleidet dann das, was notwendigerweise zu einem männlichen Leben gehört.
Dem Abstieg der Seele in den Bereich des Werdens und Vergehens, in welchem sie nacheinander verschiedene Körper bewohnt, soll ihr Aufstieg und ihre Rückkehr in ihre geistige Heimat folgen. Eine unerlässliche Voraussetzung dafür ist ihre Reinigung, die durch Tugendhaftigkeit ermöglicht wird. Erforderlich ist dabei Askese, die den Einfluss des Körpers auf die Seele schwächt. Die Mittel zum Aufstieg sind eine konsequent philosophische Lebensweise und die Erlangung der benötigten Erkenntnisse, nicht – wie später bei Porphyrios’ Schüler Iamblichos – Theurgie (kultisches Handeln, wodurch der Mensch sich göttlichem Einfluss öffnet). Nicht durch Eingreifen einer äußeren göttlichen Instanz wird die Seele erlöst, sondern sie erlöst sich selbst durch eigenes Bemühen (wie schon bei Plotin). Dabei kommt ihr allerdings die Gottheit zu Hilfe, denn aus eigener Kraft kann sie nicht zur Vollendung der Weisheit gelangen. Grundsätzlich möglich ist der Aufstieg, weil das Wesen der Seele, das ihre naturgemäße Zugehörigkeit zur intelligiblen Welt bedingt, durch ihren Abstieg nicht beeinträchtigt werden kann, sondern stets intakt bleibt. Alles, was ihr in der materiellen Welt zustößt, betrifft sie nur äußerlich und kann sie nicht verletzen. Der Aufstieg ist eine Rückkehr der Seele zu sich selbst.
Ein endgültiges Ausscheiden der Seele aus dem Kreislauf der Seelenwanderung hält Porphyrios wie schon Platon und Plotin für möglich und erstrebenswert. Den Sinn des Abstiegs der Seele in die materielle Welt und ihres Aufenthalts in Körpern sieht er darin, dass sie dadurch mit den Übeln, die zwangsläufig mit einer materiellen Daseinsweise verbunden seien, Bekanntschaft mache. Dadurch werde sie für immer von dem Bedürfnis nach solchen Erfahrungen befreit. Die endgültige Erlösung setzt allerdings für Porphyrios voraus, dass sich die Seele durch lange und intensive philosophische Bemühungen dafür qualifiziert hat.
In der Schrift „Über die Potenzen der Seele“ erstrebt Porphyrios eine Harmonisierung der platonischen Seelenlehre, die von Teilen der Seele ausgeht, und der aristotelischen, welche die Vermögen (Potenzen, Kräfte) der Seele untersucht. Er arbeitet den Unterschied zwischen Teilen und Vermögen heraus. Zwischen Teilen besteht eine Verschiedenheit der Gattung, Vermögen hingegen können, obwohl sie verschieden sind, der gleichen Gattung angehören. Wird einem Ding ein Teil hinzugefügt oder genommen, so verändert sich das Ding dadurch; beim Hinzutreten oder Wegfallen eines Vermögens hingegen muss dies nicht der Fall sein. Teile sind quantitative Größen und daher immer örtlich getrennt, während die Vermögen in ihrem Träger ungetrennt miteinander existieren, selbst teillos sind und den Träger durchdringen. Für Porphyrios ist die Seele an sich immateriell und daher teillos. Nur durch ihre Anwesenheit im Körper, der aus Teilen besteht, und ihre Interaktion mit ihm entsteht der Eindruck von Seelenteilen.
Den Seelen der Tiere billigt Porphyrios ein gewisses Maß an Vernunft zu; er meint, dass sie einen Anteil am Logos haben, womit er sich gegen die gegenteilige Ansicht der Stoiker wendet. Im Tier ist der Logos zwar präsent, aber auf eine Funktion als Ordnungsfaktor beschränkt, im Menschen steuert er das Leben. Im Gegensatz zu Plotin schließt Porphyrios aus, dass menschliche Seelen in Tierkörper eingehen; allerdings hat er diesbezüglich eine differenzierte Lehre entwickelt, die in spätantiker Literatur unvollständig und daher verzerrt wiedergegeben wird. Einen prinzipiellen, von vornherein bestehenden Wesensunterschied zwischen Tier- und Menschenseelen nimmt er nicht an, sondern er geht davon aus, dass jede Seele sich in einem primären Wahlakt für ein menschliches oder ein tierisches Dasein entscheiden kann. In einem sekundären Wahlakt legt sie dann weitere Einzelheiten ihres künftigen irdischen Lebens fest. Ist eine primäre Entscheidung für die menschliche Lebensform gefallen, so führt dies dazu, dass fortan der Logos dominiert. Daher kommt dann im Rahmen künftiger sekundärer Wahlakte, mit denen diese Seele über einzelne Inkarnationen entscheidet, ein Tierleben nicht mehr in Betracht.

### Ethik
Porphyrios unterscheidet wie schon Plotin vier Tugendklassen; dies sind in aufsteigender Ordnung politische Tugenden, reinigende Tugenden, Tugenden einer Seele, die sich dem Nous (Intellekt) zuwendet, und Tugenden des Nous. Die politischen Tugenden bewirken eine Mäßigung der Affekte und ermöglichen eine vernünftige soziale Interaktion. Die reinigenden Tugenden führen zur gleichmütigen Haltung des Philosophen, der sich damit von äußeren Einflüssen befreit und der Gottheit annähert. Die dritte Gruppe sind theoretische (die Betrachtung oder Kontemplation betreffende) Tugenden der Seele; sie dienen der Hinwendung der Seele zur intelligiblen Welt. Eine Sonderstellung nehmen die Tugenden des Nous als oberste Gruppe ein; sie verhalten sich zu den seelischen Tugenden (den drei anderen Gruppen) wie Urbilder zu Abbildern. Wer höhere Tugenden besitzt, verfügt zwangsläufig auch über die niederen.

### Individuationsprinzip
Das Individuum ist für Porphyrios ein Ding, das durch ein Bündel von Eigenschaften bestimmt ist, deren Zusammensetzung in keinem anderen Ding in exakt gleicher Weise vorliegen kann; beispielsweise ist Sokrates durch eine Kombination von Eigenschaften gekennzeichnet, die so in keinem anderen Menschen vorhanden ist. Demnach sind die spezifischen Eigenschaftenkombinationen der Einzeldinge das Individuationsprinzip. Das Individuum weist seine individuelle Eigenschaftenkombination nicht nur auf, sondern es ist nichts anderes als diese Eigenschaften in dieser Kombination.

### Kritik am Christentum
In der Schrift „Gegen die Christen“ präsentiert Porphyrios Argumente, die zum Teil noch heute in Auseinandersetzungen um das Christentum eine Rolle spielen. Mit einer historischen Bibelkritik wendet er sich gegen die Authentizität der Bibel als einer göttlichen Offenbarung, mit philosophischen Überlegungen will er die christliche Lehre als vernunftwidrig erweisen. Dabei trägt er unter anderem folgende Gedanken vor:
- Er versucht die bei christlichen Autoren beliebte allegorische Exegese zu diskreditieren. Anhand eines willkürlich konstruierten Beispiels will er zeigen, dass man mit einer gewaltsamen Interpretation eines Textes alles hineindeuten könne: Homers Achilleus lasse sich als Christus deuten und sein trojanischer Gegner Hektor, der ihm unterliegt, als der Teufel.[45] Nicht die Idee einer symbolischen Deutung an sich missfällt ihm – er selbst interpretiert Homers Dichtung auf diese Weise –, sondern deren Anwendung auf einen aus seiner Sicht dafür ungeeigneten Text, wobei eine unlautere Absicht verfolgt werde. Sein Vorwurf lautet, die allegorische Bibelexegese diene dem Zweck, Widersprüche und Unstimmigkeiten zu vertuschen, die bei einem wörtlichen Verständnis bestünden.
- Er kritisiert die Versuche der Christen, Stellen des Tanach als Prophezeiungen zu deuten, die sich auf das künftige Wirken Christi bezögen, und so Christus als den Messias zu erweisen. Intensiv setzt er sich diesbezüglich mit dem Buch Daniel auseinander. Er kommt zum Ergebnis, dass dieses Buch erst im 2. Jahrhundert vor Christus verfasst worden sei, also rund vier Jahrhunderte nach der Zeit der historischen Personen, die darin vorkommen. Daher sei das Buch Daniel vor dem Hintergrund seiner Entstehungszeit zu sehen. Damit wendet sich Porphyrios gegen die Behauptung christlicher Autoren, im Buch Daniel sei das Wirken Christi und die im Jahr 70 erfolgte Zerstörung des Jerusalemer Tempels prophetisch angekündigt.
- Er weist darauf hin, dass Jesu Verkündigung für einfache, ungebildete Leute bestimmt gewesen sei und Gott sie vor den Weisen und Verständigen verborgen habe (Matthäus 11,25 EU). Daher sei es unstimmig, dass Jesus nach der Darstellung der Evangelien in rätselhaften, auslegungsbedürftigen Gleichnissen gesprochen habe; wer vor einem schlichten Publikum spreche, müsse sich klar ausdrücken und seine Redeweise dem begrenzten Auffassungsvermögen seiner Hörer anpassen, um verstanden zu werden.
- Er weist detailliert auf Unterschiede zwischen den Darstellungen in den vier Evangelien hin und argumentiert anhand einzelner Stellen, die Evangelisten hätten sich im Tanach nicht gut ausgekannt. Außerdem seien die Apostel untereinander uneinig gewesen, wie aus dem Konflikt zwischen Petrus und Paulus zu ersehen sei.
- Wenn Christus Gott wäre, hätte Gott am Kreuz gelitten, was mit seinem Wesen unvereinbar sei, denn ein Gott könne nicht dem Leiden unterworfen sein.
- Wenn Gott zu einem bestimmten Zeitpunkt und an einem bestimmten Ort durch das Wirken Christi in den Verlauf der Geschichte eingegriffen und so die Erlösung der Christen herbeigeführt hätte, so hätte er den früheren Generationen und allen, die nichts davon erfuhren und auch von Moses nichts wussten, die Möglichkeit der Erlösung willkürlich vorenthalten.

## Rezeption

### Antike und Mittelalter
Die umfassende Bildung des Porphyrios fand in der Spätantike allgemein Bewunderung. Der Kirchenvater Augustinus nannte ihn den „gelehrtesten der Philosophen“; ähnlich äußerte sich der Neuplatoniker Simplikios. Wohl wegen seiner gründlichen Kenntnis christlicher Lehren und weil er in seiner Jugend mit Origenes bekannt war, entstand die spätantike Legende, Porphyrios sei ursprünglich Christ gewesen und später vom Glauben abgefallen. Proklos schrieb, Porphyrios sei „mehr als alle anderen zum vollkommenen Erklärer der im Mythos verborgenen Wahrheiten geworden“. Iamblichos und Eunapios meinten allerdings in seinen philosophischen Stellungnahmen Unstimmigkeiten entdeckt zu haben, die Iamblichos auf Unsicherheit, Eunapios auf Meinungsänderung zurückführte. Auch Augustinus glaubte bei Porphyrios schwankende Ansichten erkennen zu können.
Außerordentlich folgenreich war Porphyrios’ Entscheidung, im Gegensatz zu Plotin die Kategorienlehre des Aristoteles zu akzeptieren. Seine Überzeugung, dass die aristotelische Logik mit dem Platonismus vereinbar sei, führte dazu, dass fortan der Neuplatonismus, der in der Spätantike die maßgebliche philosophische Richtung wurde, Aristoteles als Autorität anerkannte und manche seiner Schriften in den Studiengang einbaute.
Porphyrios war der wichtigste Vermittler mittelplatonischen Gedankenguts an die späteren Neuplatoniker, die ihre Kenntnisse über mittelplatonisches Schrifttum meist direkt oder indirekt ihm verdankten. Besonders stark war die Nachwirkung seines umfangreichen Timaios-Kommentars, der die gesamte weitere Timaios-Kommentierung in der Antike prägte. Porphyrios war aber für die spätantiken Neuplatoniker keine unangefochtene Autorität; manche von ihnen, insbesondere Iamblichos, kritisierten seine Lehrmeinungen.
Bei den arabischsprachigen Gelehrten des Mittelalters war Porphyrios als Furfūriyūs bekannt. Sie hatten Zugang zu arabischen Übersetzungen einiger seiner Werke, darunter neben der Isagoge Aristoteles-Kommentare, der Brief an Anebo und zumindest ein Teil der Philosophiegeschichte.
Isagoge

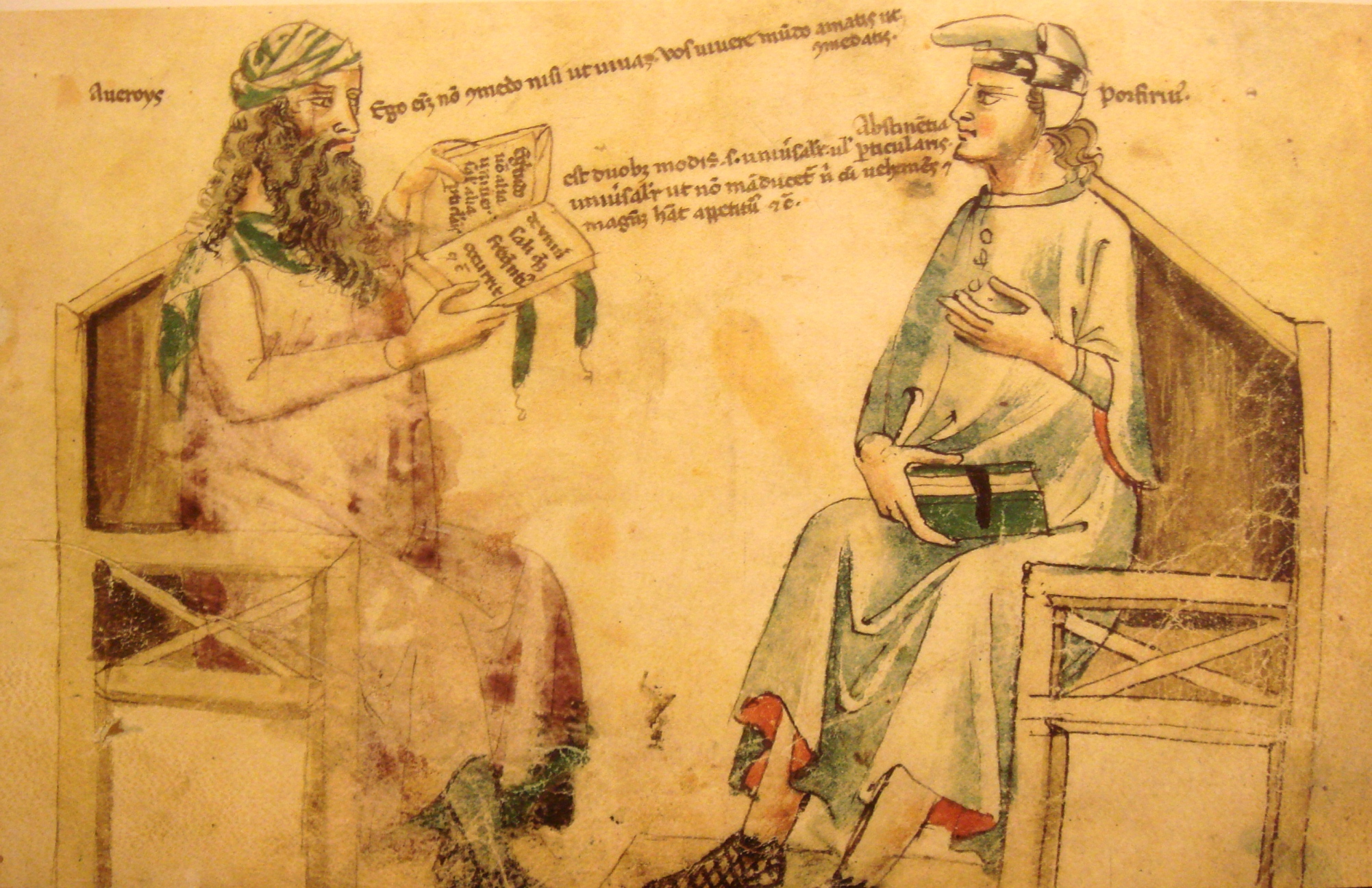
Porphyrios (rechts) in einem fiktiven Dialog mit dem mittelalterlichen Philosophen Averroes; Abbildung in einer italienischen Handschrift des 14. Jahrhunderts, Paris, Bibliothèque nationale de France, Lat. 6823

Schon in der Spätantike war die Isagoge ein maßgebliches Lehrbuch im philosophischen Anfängerunterricht; der Kirchenvater Hieronymus erwähnte, dass er anhand von ihr in die Logik eingeführt wurde. Am Anfang des 6. Jahrhunderts stellte Boethius fest, seit der Zeit des Porphyrios habe jeder, der Logik erlernen wollte, mit diesem Buch begonnen. Daher entstanden schon in der Antike griechische und lateinische Kommentare zur Isagoge. Ins Lateinische wurde sie zuerst im 4. Jahrhundert von Marius Victorinus, dann im ersten Jahrzehnt des 6. Jahrhunderts von Boethius übersetzt. Die nur fragmentarisch erhaltene freie Übersetzung des Victorinus hatte eine geringe Nachwirkung, die des Boethius eine außerordentlich breite und anhaltende; sie ist in rund 300 Handschriften überliefert. Außerdem wurde die Isagoge zweimal – im 6. und im 7. Jahrhundert – ins Syrische übertragen; aus dem 6. oder 7. Jahrhundert stammt eine armenische Übersetzung, später wurden drei arabische Übersetzungen bzw. Paraphrasen angefertigt. Im 6. Jahrhundert schrieb ein Gelehrter namens Probus einen Kommentar in syrischer Sprache, von dem Fragmente erhalten sind; um 700 entstanden syrische Scholien.
Im Mittelalter war die Isagoge sowohl im Byzantinischen Reich als auch bei den lateinischsprachigen Gelehrten des Westens und in der arabischsprachigen Welt ein maßgebliches Handbuch der Logik. Im griechischsprachigen Raum waren auch Auszüge und Bearbeitungen verbreitet. Lateinische, syrische und arabische Kommentare zur Isagoge zeugen von der intensiven Auseinandersetzung der mittelalterlichen Gelehrten mit diesem Werk. Wilhelm von Ockham wandte sich in seinem Isagoge-Kommentar gegen Deutungen von Porphyrios’ Text, die er für irrig hielt, und interpretierte das Werk aus seiner antiplatonischen Perspektive. Dabei enthielt er sich aber jeder Kritik an der Auffassung des Porphyrios. Zu den arabischsprachigen Autoren, welche die Isagoge kommentierten bzw. paraphrasierten, gehören al-Fārābī und Avicenna.

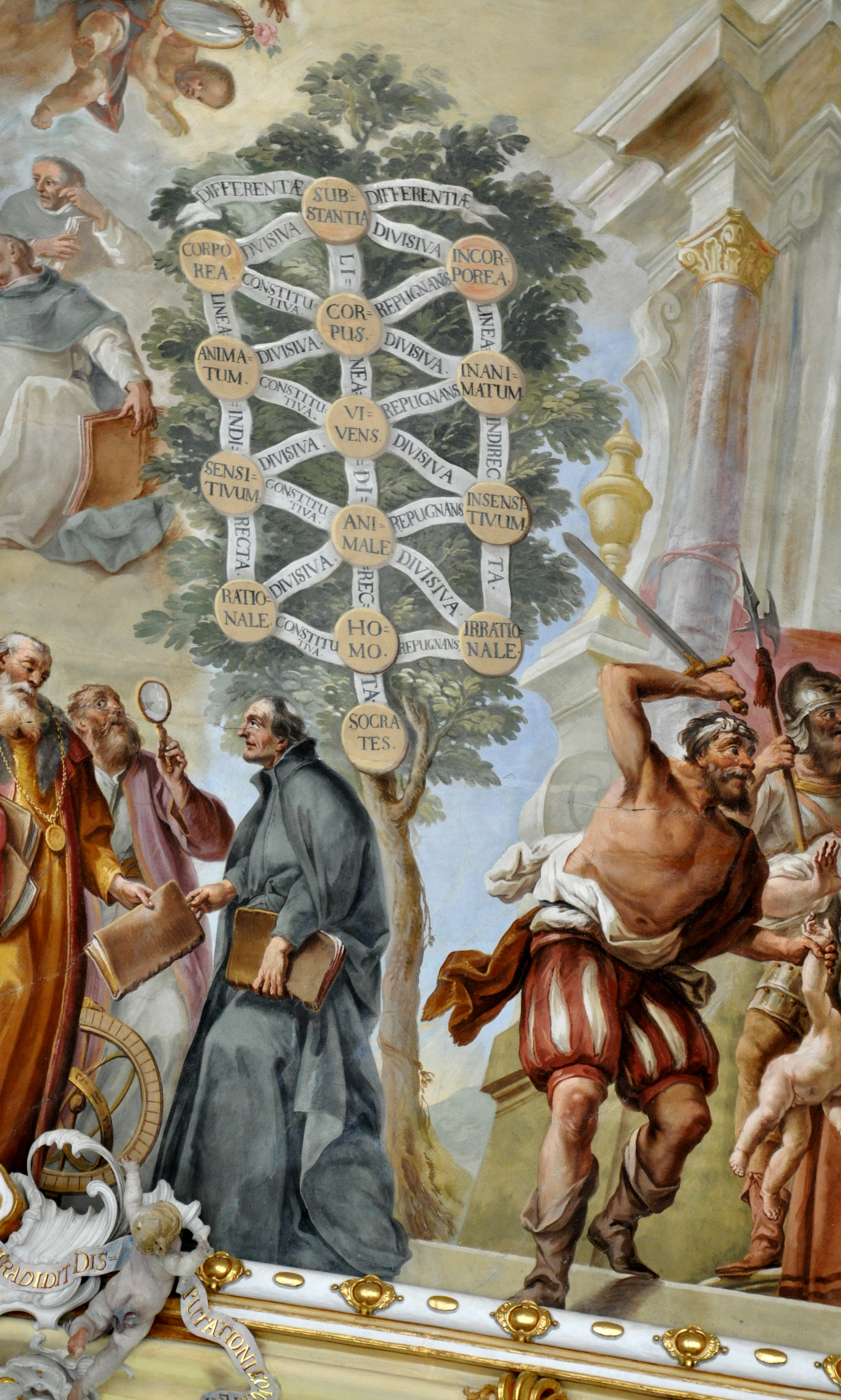
Der Baum des Porphyrios auf einem Fresko (18. Jahrhundert) im Bibliothekssaal des Klosters Schussenried

Da in der Isagoge fünf Grundbegriffe der Logik, die fünf Prädikabilien behandelt werden – Gattung, Art, Differenz, Akzidens und Proprium (spezifisches Merkmal) –, war sie im Mittelalter auch unter der Bezeichnung „Die fünf Begriffe“ (quinque voces) bekannt. An Porphyrios als Verfasser der Isagoge erinnert die spätmittelalterliche arbor Porphyriana, der „porphyrische Baum“, eine schematische Darstellung der Ordnung von Begriffen nach dem Grad ihrer Allgemeinheit. Sie ähnelt einem Baum, dessen Wurzel das Speziellste und dessen Wipfel das Allgemeinste bildet.
Gegen die Christen
Einer Forschungshypothese zufolge diente „Gegen die Christen“ der antichristlichen Polemik, welche die im Jahr 303 eingeleitete Christenverfolgung Kaiser Diokletians begleitete. Nach der konstantinischen Wende bemühten sich christliche Kreise um die Unterdrückung des offenbar einflussreichen Werks. Wahrscheinlich schon 324/325 ordnete Kaiser Konstantin der Große die Vernichtung aller Exemplare der Schrift an und verbot ihren Besitz mit Strafandrohung. Dabei handelte es sich um die erste staatliche Zensurmaßnahme, die im Interesse der christlichen Großkirche verhängt wurde. In einem gegen den Theologen Arius gerichteten Edikt von 333 griff Konstantin Porphyrios als einen Feind des Glaubens heftig an; er nannte die Arianer, die Anhänger der Lehre des Arius, „Porphyrianer“, da sie wie Porphyrios die Gottheit Christi bestritten.
Spätantike Kirchenväter setzten sich intensiv mit dem Werk auseinander. Ebenso wie „Gegen die Christen“ sind auch die teils sehr umfangreichen Gegenschriften der christlichen Apologeten, die Porphyrios zu widerlegen versuchten, fast gänzlich verloren. Die erste bekannte Gegenschrift verfasste Methodios von Olympos vielleicht schon zu Lebzeiten des Porphyrios, die zweite (25 Bücher) Eusebios von Caesarea, die dritte (30 Bücher) Apollinaris von Laodicea. Nach 325 hatten die christlichen Kritiker wegen der Vernichtungsaktion wohl kaum noch Zugang zum Originaltext, sondern besaßen nur Informationen aus zweiter oder dritter Hand. 448 ließen die Kaiser Theodosius II. und Valentinian III. sämtliche noch auffindbaren Exemplare von „Gegen die Christen“ öffentlich verbrennen. In dem Edikt, mit dem sie diese Maßnahme bekanntgaben, verwiesen sie darauf, dass solche Schriften den Zorn Gottes erregen können.
Negative Urteile über Porphyrios im Mittelalter beruhten auf der gegen ihn gerichteten Polemik der patristischen Zeit. So bezeichnete ihn im 12. Jahrhundert Johannes von Salisbury als „sehr üblen Bekämpfer der katholischen Wahrheit“. In der mittelalterlichen byzantinischen Literatur war er als „der, der sich gegen das Christentum geäußert hat“ bekannt.

### Frühe Neuzeit
Der berühmte Humanist Marsilio Ficino betätigte sich als Übersetzer von Werken des Porphyrios ins Lateinische; 1492 wurde in Florenz seine Übersetzung der Biographie Plotins gedruckt, 1497 in Venedig seine Übersetzung der „Sentenzen“. 1495 erschien der Erstdruck des Originaltexts der Isagoge, 1521 wurde die Schrift über die Nymphengrotte erstmals veröffentlicht; beide Drucke waren Aldinen. Giovanni Bernardino Feliciano publizierte 1547 in Venedig eine lateinische Übersetzung der Schrift „Über die Enthaltung vom Beseelten“; er übersetzte auch „Zu den Kategorien des Aristoteles in Frage und Antwort“ ins Lateinische. Die erste Ausgabe der griechischen Originaltexte von „Über die Enthaltung vom Beseelten“ und der „Sentenzen“ brachte Pietro Vettori (Petrus Victorius) 1548 in Florenz heraus. 1580 erschien in Basel die erste Ausgabe des griechischen Textes der Biographie Plotins in der Druckerei von Pietro Perna.
Das Interesse an der Schrift „Gegen die Christen“ erwachte im 17. Jahrhundert. Hugo Grotius stellte einige Fragmente zusammen, die er den Werken der Kirchenväter entnahm, publizierte aber nichts. Lukas Holste (Holstenius) war der erste Gelehrte, der eine Sammlung der Fragmente veröffentlichte und eine Rekonstruktion des verlorenen Werks versuchte; seine Untersuchung erschien 1630 in Rom. Im 18. Jahrhundert äußerte Lessing sein Bedauern darüber, dass kein einziges Fragment erhalten sei; Holstes Arbeit war ihm offenbar unbekannt.

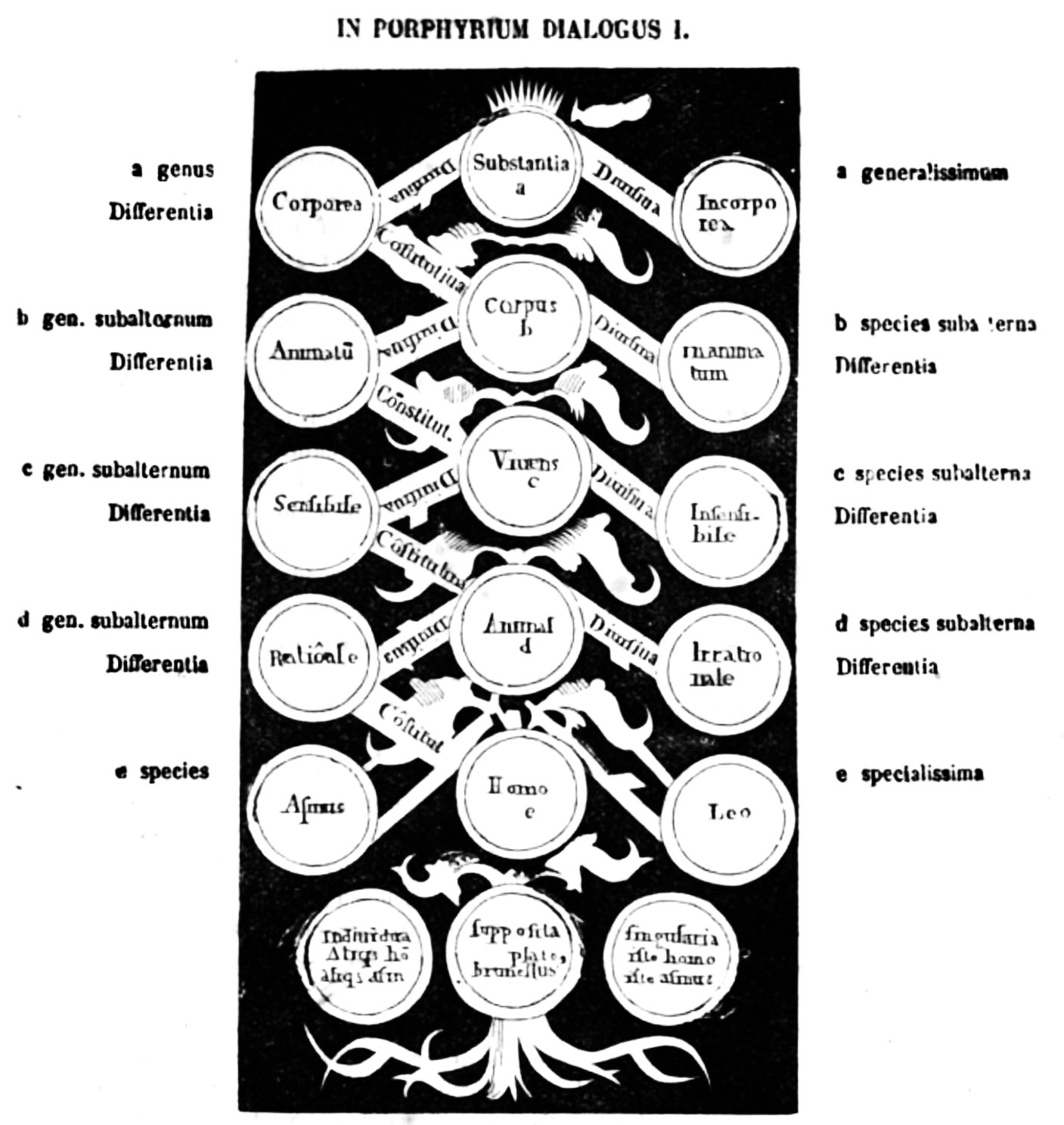
Der ‚Baum des Porphyrios‘ wahrscheinlich aus einer Übersetzung von Boethius

### Moderne
1814 verfasste der Schriftsteller und Philologe Giacomo Leopardi einen lateinischen Kommentar zur Plotin-Biographie des Porphyrios, der erst 1982 gedruckt wurde. 1827 schrieb Leopardi einen Dialogo di Plotino e di Porfirio über die Frage der Berechtigung eines selbstgewählten Todes; darin erklärt Plotin dem lebensmüden Porphyrios, es sei falsch, sich seinen Pflichten zu entziehen, indem man sich das Leben nimmt.
William Blake kannte die Schrift über die Nymphengrotte; er ließ sich von ihr zu seinem 1821 entstandenen Temperagemälde The Sea of Time and Space anregen, und auch in seiner Dichtung sind Spuren seiner Rezeption dieses Werks des Porphyrios zu erkennen.
Die Frage, aus welchen Stellen in der patristischen Literatur tatsächlich authentische Fragmente von „Gegen die Christen“ gewonnen werden können, wird in der Forschungsliteratur kontrovers diskutiert.
In der modernen Forschung sind die Urteile über die Leistungen des Porphyrios unterschiedlich ausgefallen. Anerkennung findet seine Bibelkritik; schon Ulrich von Wilamowitz-Moellendorff bemerkte, dass er „aus der Interpretation wirklich historische Schlüsse zu ziehen vermochte, etwas sehr Seltenes zumal in jener Zeit“. Eine eher negative Einschätzung besagt, er habe als Denker wenig Originelles geleistet, sondern hauptsächlich bereits vorhandenes Wissensgut gesammelt und erklärt. Dagegen wird geltend gemacht, dieses Urteil missachte den Umstand, dass seine erhalten gebliebenen Schriften teilweise für Anfänger bestimmt und daher auf deren Kenntnisstand abgestimmt seien. Porphyrios habe aus didaktischem Grund manche Sachverhalte für Leser mit geringen Vorkenntnissen vereinfachend dargestellt. Aus solchen Darlegungen dürfe man nicht auf das philosophische Niveau des Autors schließen. Während Porphyrios in der älteren Forschung hauptsächlich als Erklärer und Verbreiter plotinischen Gedankenguts galt, wird seit der zweiten Hälfte des 20. Jahrhunderts seine Eigenständigkeit stärker herausgearbeitet und gewürdigt.

## Ausgaben (teilweise mit Übersetzung)

### Ausgaben mehrerer Werke
- Adolf Busse (Hrsg.): Porphyrii isagoge et in Aristotelis categorias commentarium. Verlag Georg Reimer, Berlin 1887 (Commentaria in Aristotelem Graeca. Band 4, Teil 1; kritische Ausgabe der Isagoge samt der lateinischen Übersetzung von Boethius sowie der Schrift Zu den 'Kategorien' des Aristoteles in Frage und Antwort; die letztere Ausgabe ist überholt. Online: BNF).
- Édouard des Places (Hrsg.): Porphyre: Vie de Pythagore, Lettre à Marcella. Les Belles Lettres, Paris 1982, ISBN 2-251-00361-4 (kritische Ausgabe mit französischer Übersetzung; im Anhang französische Übersetzung der Fragmente der Philosophiegeschichte).
- Andrew Smith (Hrsg.): Porphyrii philosophi fragmenta. Teubner, Stuttgart 1993, ISBN 3-8154-1721-X (kritische Edition von Fragmenten aus verlorenen Werken des Porphyrios).
- Angelo Raffaele Sodano (Hrsg.): Porfirio: Vangelo di un pagano. Rusconi, Milano 1993, ISBN 88-18-20023-2 (enthält den griechischen Text [unkritisch] mit italienischer Übersetzung folgender Werke bzw. Fragmente: An Marcella, Über die Seele gegen Boëthos, Über das ‚Erkenne dich selbst‘, Eunapios’ Biographie des Porphyrios).

### Einzelne Werke (kritische Ausgaben)
Kommentare und Einführungen zu Werken anderer Autoren
- Andrew Barker (Hrsg.): Porphyry’s commentary on Ptolemy’s Harmonics. A Greek Text and Annotated Translation. Cambridge University Press, Cambridge 2015, ISBN 978-1-107-00385-9.
- Richard Bodéüs (Hrsg.): Porphyre: Commentaire aux Catégories d’Aristote. Vrin, Paris 2008, ISBN 978-2-7116-1994-8 (Zu den „Kategorien“ des Aristoteles in Frage und Antwort mit französischer Übersetzung).
- Emilie Boer, Stefan Weinstock: Porphyrii philosophi introductio in tetrabiblum Ptolemaei. In: Franz Cumont, Franz Boll, Wilhelm Kroll, Joseph Heeg (Hrsg.): Catalogus Codicum Astrologorum Graecorum. Band 5, Teil 4: Codices Romani, pars quarta. Brüssel 1940, S. 185–228.
- Pierre Hadot (Hrsg.): Porfirio: Commentario al «Parmenide» di Platone. Vita e pensiero, Milano 1993, ISBN 88-343-0545-0 (mit Einleitung und italienischer Übersetzung).
- Massimo Raffa (Hrsg.): Porphyrius: Commentarius in Claudii Ptolemaei harmonica. De Gruyter, Berlin/Boston 2016, ISBN 978-3-11-042516-1.
- Angelo Raffaele Sodano (Hrsg.): Porphyrii in Platonis Timaeum commentariorum fragmenta. Napoli 1964.

Schriften über Homer
- Cristiano Castelletti (Hrsg.): Porfirio: Sullo Stige. Bompiani, Milano 2006, ISBN 88-452-5711-8 (mit italienischer Übersetzung und Kommentar).
- John M. Duffy u. a. (Hrsg.): Porphyry: The Cave of the Nymphs in the Odyssey. Arethusa, Buffalo (New York) 1969 (mit englischer Übersetzung, ohne Kommentar).
- John A. MacPhail (Hrsg.): Porphyry’s Homeric Questions on the Iliad. De Gruyter, Berlin 2011, ISBN 978-3-11-019543-9 (mit englischer Übersetzung. Rezension von Pieter W. van der Horst, in: Bryn Mawr Classical Review 2011.06.02).
- Hermann Schrader (Hrsg.): Porphyrii quaestionum Homericarum ad Odysseam pertinentium reliquiae. Teubner, Leipzig 1890.
- Laura Simonini (Hrsg.): Porfirio: L’antro delle Ninfe. Adelphi, Milano 1986 (mit italienischer Übersetzung und ausführlichem Kommentar).
- Angelo Raffaele Sodano (Hrsg.): Porphyrii quaestionum Homericarum liber I. Giannini, Napoli 1970.

Gegen die Christen
- Matthias Becker (Hrsg.): Porphyrios, „Contra Christianos“. Neue Sammlung der Fragmente, Testimonien und Dubia mit Einleitung, Übersetzung und Anmerkungen. (Texte und Kommentare, Band 52). De Gruyter, Berlin, Boston 2016.
- Richard Goulet: Cinq nouveaux fragments nominaux du traité de Porphyre „Contre les chrétiens“. In: Vigiliae Christianae. Band 64, 2010, S. 140–159.
- Giuseppe Muscolino (Hrsg.): Porfirio: Contro i cristiani nella raccolta di Adolf von Harnack con tutti i nuovi frammenti in appendice. Bompiani, Milano 2009, ISBN 978-88-452-6227-2 (mit italienischer Übersetzung).

Sonstige Werke
- Jean Bouffartigue, Michel Patillon u. a. (Hrsg.): Porphyre: De l’abstinence. 3 Bände, Les Belles Lettres, Paris 1977–1995 (mit französischer Übersetzung).
- Luc Brisson (Hrsg.): Porphyre: Sentences. 2 Bände, Vrin, Paris 2005 (mit französischer Übersetzung, ausführlichem Kommentar und Untersuchungen mehrerer Gelehrter; Band 2 S. 795–835 englische Übersetzung der Sentenzen von John Dillon).
- Luc Brisson u. a. (Hrsg.): Porphyre: La Vie de Plotin. 2 Bände, Vrin, Paris 1982–1992 (mit französischer Übersetzung, Kommentar und zahlreichen Einzelstudien verschiedener Gelehrter). Später in einer überarbeiteten französischen Übersetzung mit selektiven Textanmerkungen, aber ohne griechischen Text: Plotin: Traités 51–54; Porphyre: Vie de Plotin (= Plotin: Traités. Band 9). Flammarion, Paris 2010.
- Richard Harder (Hrsg.): Porphyrios: Über Plotins Leben und über die Ordnung seiner Schriften. Meiner, Hamburg 1958 (= Plotins Schriften, übersetzt von Richard Harder. Band 5c: Anhang; mit deutscher Übersetzung).
- Karl Kalbfleisch (Hrsg.): Die neuplatonische, fälschlich dem Galen zugeschriebene Schrift Πρὸς Γαῦρον περὶ τοῦ πῶς ἐμψυχοῦται τὰ ἔμβρυα aus der Pariser Handschrift zum ersten Male herausgegeben. Berlin 1895.
- Erich Lamberz (Hrsg.): Porphyrii sententiae ad intelligibilia ducentes. Teubner, Leipzig 1975.
- Irmgard Männlein-Robert: Mystik und Allegorese. Der Platoniker Porphyrios über Götterstatuen (Περὶ ἀγαλμάτων). Eine Studie zur spätantiken Religionsphilosophie (= Roma Aeterna. Band 16). Franz Steiner, Stuttgart 2024, ISBN 978-3-515-13517-7 (Sammlung der Fragmente mit deutscher Übersetzung und Analyse).
- Kathleen O’Brien Wicker (Hrsg.): Porphyry the Philosopher: To Marcella. Scholars Press, Atlanta (Georgia) 1987, ISBN 1-55540-139-2 (mit englischer Übersetzung und Kommentar).
- Walter Pötscher (Hrsg.): Porphyrios: Pros Markellan. Brill, Leiden 1969 (mit deutscher Übersetzung und Kommentar).
- Jean-François Pradeau: Porphyre, Lettre à Marcella. Édition critique, traduction française, introduction et notes par Jean-François Pradeau (= Philosophia antiqua. Band 169). Brill, Leiden 2023, ISBN 978-90-04-68534-5.
- Angelo Raffaele Sodano (Hrsg.): Porfirio: Lettera ad Anebo. L’Arte Tipografica, Napoli 1958 (mit italienischer Übersetzung).

## Übersetzungen
deutsch
- Manuel Baumbach (Hrsg.): Die Seele im Kosmos. Porphyrios, Über die Nymphengrotte in der Odyssee. Eingeleitet, übersetzt und mit interpretierenden Essays versehen von Manuel Baumbach, Matthias Becker, Reinhold F. Glei, Irmgard Männlein-Robert, Christoph Riedweg und Benjamin Topp (= SAPERE. Band 32). Mohr Siebeck, Tübingen 2019, ISBN 978-3-16-156933-3 (PDF im Open Access).
- Matthias Becker: Porphyrios, Contra Christianos. Neue Sammlung der Fragmente, Testimonien und Dubia mit Einleitung, Übersetzung und Anmerkungen (= Texte und Kommentare. Band 52). De Gruyter, Berlin/Boston 2016, ISBN 978-3-11-044005-8.
- Ulrich Jurisch: Grundfragen der Embryonalentwicklung aus der Sicht eines Neuplatonikers. Übersetzung und Bearbeitung der Schrift des Porphyrios über die Beseelung der Embryonen. Dissertation Erlangen 1991.
- Carlos J. Larrain: Die Sentenzen des Porphyrios. Lang, Frankfurt a. M. 1987, ISBN 3-8204-8683-6 (enthält auch eine kritische Ausgabe der lateinischen Übersetzung Ficinos und eine Untersuchung der handschriftlichen Überlieferung).
- Detlef Weigt: Porphyrios: Über die Enthaltsamkeit von fleischlicher Nahrung. Superbia, Leipzig 2004, ISBN 3-937554-03-3 (bearbeitete Fassung einer 1879 angefertigten Übersetzung der Schrift Über die Enthaltung vom Beseelten, ohne Kommentar).
- Hans Günter Zekl: Porphyrios: Einführung in die Kategorien des Aristoteles (Isagoge). In: Hans Günter Zekl: Aristoteles: Kategorien, Hermeneutik (= Aristoteles: Organon. Band 2). Meiner, Hamburg 1998, ISBN 3-7873-1313-3, S. 153–188.

englisch
- Jonathan Barnes: Porphyry: Introduction. Clarendon Press, Oxford 2003, ISBN 0-19-924614-9 (Übersetzung der Isagoge mit ausführlichem Kommentar).
- Robert M. Berchman: Porphyry: Against the Christians. Brill, Leiden 2005, ISBN 90-04-14811-6 (Übersetzung der Fragmente des Werks Gegen die Christen mit ausführlicher Einführung).
- Gillian Clark: Porphyry: On Abstinence from Killing Animals. Cornell University Press, Ithaca (New York) 2000, ISBN 0-8014-3692-3 (Übersetzung der Schrift Über die Enthaltung vom Beseelten mit Kommentar).
- Robin R. Schlunk: Porphyry: The Homeric Questions. Peter Lang, New York 1993, ISBN 0-8204-1606-1 (Übersetzung mit griechischem Text ohne kritischen Apparat).
- Steven K. Strange: Porphyry: On Aristotle’s Categories. Cornell University Press, Ithaca (New York) 1992, ISBN 0-8014-2816-5 (Übersetzung der Schrift Zu den „Kategorien“ des Aristoteles in Frage und Antwort).

französisch
- Henri Dominique Saffrey, Alain-Philippe Segonds (Hrsg.): Porphyre: Lettre à Anébon l’Égyptien. Les Belles Lettres, Paris 2012, ISBN 978-2-251-00576-8 (französische Übersetzung mit griechischem und lateinischem Text der Fragmente ohne kritischen Apparat und mit Kommentar).